# Brujah
Brujah o Vampiro: The Masquerade es un juego de rol de sobremesa (RPG de sobremesa) creado por Mark Rein-Hagen y lanzado en 1991 por White Wolf Publishing como el primero de varios juegos del Sistema de Narración de Cuentos para su programación de World of Darkness. Está ambientado en una versión ficticia "gótico-punk" del mundo moderno, donde los jugadores asumen el papel de vampiros, a los que se denomina "Kindred", y se enfrentan a sus luchas nocturnas contra sus propias naturalezas bestiales, cazadores de vampiros y entre ellos mismos.
Son temidos por los demás vástagos por su poder físico, el clan está formado por rebeldes que apoyan con pasión sus ideas y tratan de fomentarlas. Este clan en su inicio tenía fuertes inclinaciones políticas y filosóficas, aunque también eran guerreros. En el presente la mayor parte son violentos y forman la mayor parte del grupo anarquista. Pese a esto una parte sigue siendo intelectual.
Su presencia está bastante dispersa, mayoritariamente en la Camarilla, pero hay antitribu en el Sabbat, y hay más Brujah anarquistas que de todos los demás clanes juntos.
Son la fuerza física de la camarilla y también del sabbat , y son los 3º más numerosos en esta última secta .
Al inicio el antediluviano fundador del clan era Brujah, pero fue diablerizado por Troile, del cual desciende la mayor parte del clan. Troile luego fue derrotado en Cártago, donde en este momento se encuentra en Letargo. Los que descienden de Brujah y no de Troile son llamados Brujah Verdaderos. A diferencia del clan principal, los Brujah Verdaderos son un clan numéricamente inferior. Son más tranquilos y esto es una debilidad ya que carecen de emociones , pero son temidos por su habilidad para alterar el flujo del tiempo, la disciplina Temporis.
La caída del clan comenzó lentamente cuando su ciudad, Cártago, fue destruida. En ésta, Vástagos y humanos lograron convivir, pero cayó al ser atacada por Roma a causa de la tremenda decadencia que en la misma ciudad había. La decadencia de la ciudad se debía principalmente a que los Baali habían tomado parte en la creación y gobierno de la ciudad, aunque esto es poco sabido en el presente. Los Brujah culpan a los Ventrue y los Malkavian. Según los Brujah los primeros envidiaban el florecimiento de a ciudad, y los segundos creían que esta violaba las leyes de Caín, que dictaban que Vástagos y ganado debían vivir en enesmistad eterna. También dudan de los Lasombra, pero no hay nada probado.
En el presente los Brujah han logrado mucho por los anarquistas, haciendo de L.A. la primera ciudad anarquista. En Europa han logrado volverse príncipes de algunas ciudades, y algunos tienen baronias, como Hollywood.
Tienen numerosos enemigos, los Ventrue por Cártago, los Tremere por la muerte de Saulot, los Caitiff, los Lasombra ya que desconfían de ellos y la lista sigue...
El clan está poco organizado, y considera que cada quién es libre de hacer lo que quiere, aunque a veces se castigan a uno de los suyos, por causas como la traición o el quebrantamiento de la Mascarada.
Los brujah persiguen una utopía, crear una nueva Cártago, una nueva ciudad que ilumine al mundo y que demuestre que son algo más que simples rebeldes e inconformistas.

## Brujah Camarilla
Este clan está formado en gran parte por rebeldes, con y sin causa. Individualistas, locuaces y turbulentos, los Brujah, sienten mucho afecto por la idea del cambio social y en sus filas albergan a algunos de los más violentos vampiros de la Camarilla. Los demás Vástagos los perciben en su mayoría como poco más que gentuza protestona, pero la verdad es que en sus polémicas hay una pasión genuina.
Los Brujah apoyan con gritos y sentido corrosivo. Algunos siguen a miembros carismáticos del clan, mientras que otros prefieren posiciones de ostentoso y desafiante individualismo. El clan presume de una historia rica en guerreros poetas, y ha adaptado este concepto a la noche moderna; muchos Brujah están encantados de tener una oportunidad de expresar su opinión y después entregarse a un arranque destructivo para ilustrar sus puntos de vista.
El apoyo de la Chusma al cambio mantiene al clan unido, aunque tenuemente, en sus cruzadas cotidianas. Ante un enemigo común, Brujah con ideas muy distintas unirán sus fuerzas. Sin embargo, cuando el enemigo haya sido derrotado volverán a sus asuntos de la forma habitual. Un tema común entre ellos es la fundación de una "Utopía" vampírica o la recreación de una del pasado remoto, aunque cada miembro del clan tiene una idea distinta sobre cómo es dicha Utopía.
Los Brujah confían en el comportamiento caótico y la insurrección para sacar adelante sus ideas, y se les permite cierta libertad de acción de la que carecen otros clanes. De hecho, casi se espera de ellos que sean incoherentes y belicosos; este estereotipo actúa en beneficio de muchos elocuentes miembros del clan, que no necesitan recurrir a la violencia para respaldar sus argumentos.
Respetados por su marcialidad y su disposición a unirse bajo una bandera, los Brujah son la fuerza física de la Camarilla. Sin embargo, últimamente muchos neonatos de la Chusma ven su papel en la secta como una institución en sí mismo, lo que ha provocado cierta incomodidad en el clan. Otros Vástagos creen que serían los primeros en abandonar la Camarilla. Los Brujah también lo creen...
Los Brujah pueden tener aspectos muy distintos, aunque por lo general adoptan estilos radicales y de aire rebelde. De acuerdo con los estereotipos más despectivos, el Brujah típico lleva cazadora de motorista, vaqueros gastados, botas militares y un imponente peinado, pero la verdad es que pocos encajan con esta imagen. Los peinados llamativos y la ropa juvenil son populares entre muchos miembros del clan, pero otros prefieren ropas elegantes que les ayuden a ser tomados en serio.. A fin de cuentas, la apariencia de un Brujah suele revelar sus actitudes. Un skinhead bravucón será probablemente un rebelde o un anarquista, mientras que un pedante con gafas y traje de tweed será un reformista o un liberal. No obstante, conviene tener en cuenta que, dada la propensión de los Brujah al incornformismo, cualquier suposición basada en la apariencia puede ser potencialmente peligrosa. La Chusma tiene el aspecto que quiere.
El clan prefiere a los que defienden el cambio de una u otra forma, y suele reclutar a sus miembros en campues universitarios, grupos políticos o minorías oprimidas. Los jóvenes Brujah pueden tener cualquier procedencia, y suelen defender alguna causa personal de gran importancia para ellos. Todo tipo de disidentes encuentran un lugar en el clan, desde anarquistas moteros aficionados a las bombas hasta fascistas vociferantes, pasando por radicales nihilistas. Lógicamente, esto es en parte la causa de que el clan esté tan desorganizado: el odio entre los Brujah puede ser más amargo que el que sienten contra sus enemigos comunes.

## Brujah Sabbat
Suelen ser menos inteligentes que sus hermanos de la camarilla , pero mucho más brutales , son un punto de apoyo indispensable para el sabbat , y son una de las 3 grandes potencias (lasombra , tzimisce y brujah.
Durante la revuelta Anarquista, la joven mayoría del clan Brujah fue la primera y más abierta en su apoyo a la causa. Los antiguos del clan, tras sentir un interés pasajero en retar la posición de los demás, juzgaron que los Anarquistas se equivocaban.
Tras un intenso debate los Brujah más viejos y sus chiquillos leales volvieron la espalda a aquellos vampiros “chiflados y peligrosos”. Como resultado, los Brujah Anarquistas, que casi con unanimidad se negaron a inclinarse ante la convención de Thorns, sienten una gran furia contra su clan principal y apoyan al Sabbat con fervor. Al contrario con sus hermanos de la Camarilla, suelen tener profundos sentimientos hacia su secta.
Mientras que la chusma se lamenta de sus antiguos apáticos y pasa las noches peleando en los estacionamientos de locales punk-rock, los Antitribu han llevado la Gran Yihad hasta los antiguos y los propios Antediluvianos.
De todos los clanes del Sabbat, los Brujah Antitribu son probablemente los más similares a su clan de origen, con algunas diferencias sorprendentes.
No solo apoyan abiertamente a la secta con entusiasmo, sino que toman parte activa en las conquistas nocturnas y en la Yihad que últimamente ha logrado tantos éxitos para el Sabbat. Aunque las aguas pueden ser profundas, la sanguinaria turbulencia de los Brujah Antitribu no indica falta de inteligencia o profundidad.
Estos vampiros son brutales tropas de asalto y eficaces soldados, y es en estas funciones donde se sienten más cómodos. Son despiadados y violentos, y disfrutan de las misiones de conquista. Cómo condenados, razonan, ¿por qué no disfrutar de un poco de violencia y sadismo para hacer más llevaderas las noches eternas?. Hay menos disidentes entre los Brujah del Sabbat que entre los de la Camarilla, pero parece deberse a que los Antitribu tienen más suerte (o habilidad) eligiendo chiquillos que no sean tan arbitrariamente rebeldes.
Después de los Lasombra y los Tzimisce, estos vampiros son los más numerosos del Sabbat, ya que son los menos dispuestos a ver la situación con perspectiva.
Toman lo que quieren cuando quieren, ya sea un nuevo chiquillo, un recipiente deseable, participaciones en los negocios sucios de una ciudad o el dinero de tu bolsillo….. y hay de aquel que se ponga en su camino. Los demás Sabbat suelen considerarlos primitivos y toscos, mientras ellos se ven como los más cercanos a la ideología original del Sabbat: la libertad.
Últimamente, muchos Brujah Antitribu se han sentido frustrados por el liderazgo inadecuado de los Lasombra y los Tzimisce, por lo que ha ideado sus propios planes espectaculares y han conseguido sus victorias. La mayoría se encuadra en la facción lealista, y algunos logran trascender sus ansias atávicas para convertirse en miembros productivos de la Mano Negra o la Inquisición. En realidad los Brujah Antitribu parecen a punto de lograr un gran éxito, y solo el tiempo dirá lo que les depara la noche.

## Anarquistas
Muchos Brujah, cansados de las sectas, huyeron juntos para forjar un destino propio... la causa anarquista es algo promovido por un grupo de vástagos descontentos, en su mayoría Brujahs y malkavians que luchan por sus ideales y se alejan de las sectas.
Hay muchos brujah, de hecho más que de cualquier otro clan en este grupo de vástagos.

## Disciplinas
- Presencia: Una disciplina muy efectiva, se trata de embelesar al ganado e incluso al resto de vampiros, aunque tiene menor efecto en estos.
- Potencia: La disciplina de la fuerza, al emplearla, el brujah aumenta su poder destructivo formidablemente.
- Celeridad: Con esta disciplina los cainitas puede moverse a velocidades prodigiosas.
- Temporis (Brujah Verdadero): Capacidad de controlar el tiempo.